# Ollie Shepard
Ollie Shepard (* 1909 bei Oberlin, Allen Parish; † nach 1960) war ein US-amerikanischer Bluespianist, Sänger und Songwriter.
Shepard nahm in den späten 1930er-Jahren, zunächst im Herbst 1937 Chicago („It's Low Down Dirty Shame“) und ab 1938 in New York, unter eigenem Namen (Ollie Shepard & his Kentucky Boys) für Decca Records auf („Frankenstein Blues“, #7508). Seine Musik, wegen des Bandnamens fälschlicherweise mit Country Blues assoziiert, war eine urbane Mischung von Blues mit Jump Blues, Jive und Swing.
An Shepards Aufnahmen wirkten im Mai 1938 Edgar Saucier, Lonnie Johnson, Frankie Newton, Robert Carroll und Teddy Bunn mit; im April 1939 nahm er mit Chu Berry („My Blood Blues“) und Sammy Price („Sweetest Thing Born“) auf. Weitere Aufnahmen Shepards entstanden 1939–41 in New York mit Walter Wheeler, Stafford „Pazzuza“ Simon, Theodore McCord, Wellman Braud, George Francis und Johnny Wells. 1941 wechselte er zu Okeh; im Januar 1942 nahm Shepard acht Titel für Okeh auf, die jedoch unveröffentlicht blieben. Eine weitere Aufnahmesession fand erst am 1. November 1950 für Columbia Records statt, bei der Hot Lips Page mit seiner Band mitwirkte (u. a. Crazy with the Blues und Big Fine Automobile). 1951 nahm er noch die Rhythm & Blues beeinflusste Single „My Baby Is Gone“ (Gee) auf. Nach Tom Lord war er zwischen 1937 und 1951 an 13 Aufnahmesessions beteiligt.
Shepard gehörte zu einer Reihe von Bluesmusikern wie Big Bill Broonzy mit seinen Memphis Five oder Jimmy Gordon mit seiner Vip Vop Band, die Jazz-beeinflusste Instrumentierung (mit Trompete, Klarinette oder Saxophon) verwendeten.

## Diskographische Hinweise
- Complete Recorded Works, Vol. 1: 1937-1939 (Document)
- Complete Recorded Works, Vol. 2: 1939-1941 (Document)